# Mosorolava
Mosorolava (ook wel Misorolava) is een plaats in Madagaskar gelegen in het district Antsiranana II van de regio Diana. In 2001 telde de plaats bij de volkstelling 7362 inwoners.
In de plaats is basisonderwijs beschikbaar. 98 % van de bevolking is landbouwer. Het belangrijkste gewas is rijst, maar bananen en mais komt ook voor. 1% van de bevolking is werkzaam in de dienstensector en de overige 1% voorziet in levensonderhoud via visserij.